# Step Up
Step Up — це сингл хард-рок-гурту Drowning Pool. Він спершу вийшов у складі альбому The Punisher: The Album (саундтреки до фільму «Каратель») в березні 2004 року, а також з'явився як супровід до титрів до цього фільму. Він також увійшов до другого студійного альбому гурту — Desensitized, вже наступного місяця. Пісня стала першим синглом гурту, записаним у новому складі — із вокалістом Джейсоном Джоунсом, який був таким чином відрекомендований публіці.
Був знятий музичний відеокліп на пісню «Step Up», основою сюжету є переважно розкішне життя гурту в особняку із басейном. Кліп отримав досить велику частку ефіру в телевізійній програмі Headbangers Ball, що було приурочено до виходу альбому. Колишній гітарист гурту Evanescence — Бен Муді з'являється у відео в камео-ролі.
Крім саундтреку до фільму Каратель, «Step Up» була також використана як саундтрек до відеогри NFL Street 2.
Подібно до обкладинки самого альбому Desensitized, для дизайну обкладинки синглу теж була використана фотографія порнозірки Джессі Джейн.
«Step Up» була використана як основна супровідна пісня для платного шоу WWE WrestleMania XX.
«Step Up» зараз є єдиною піснею із альбому «Desensitized» яка все ще виконується на концертах гурту.

## Список композицій
| #  | Назва                    | Тривалість |
| -- | ------------------------ | ---------- |
| 1. | «Step Up»                | 3:17       |
| 2. | «Walls»                  | 3:32       |
| 3. | «Step Up» (Радіо версія) | 3:09       |

### Вміст бонусного CD
1. «Drowning Pool — in the studio & on the set» (відеокліп)
2. «Step Up» (відеокліп)

Промо CD
Автор музики і слів Drowning Pool. 
| #  | Назва                       | Тривалість |
| -- | --------------------------- | ---------- |
| 1. | «Step Up» (Альбомна версія) | 3:23       |
| 2. | «Walls»                     | 3:32       |
| 3. | «Step Up» (Радіо версія)    | 3:19       |